# Femke Heemskerk
Frederike Johanna Maria "Femke" Heemskerk (nederländskt uttal: [fɛmkə heɪmskɛrk]), född 21 september 1987 i Roelofarendsveen i Nederländerna, är en nederländsk simmare som har ett flertal internationella medaljer från både OS, VM och EM. De allra flesta pallplaceringarna har kommit i lagkapper; individuellt har hon ett guld på 100 m frisim från kortbanemästerskapen i Doha 2014 som största merit.